# Next-Generation Overhead Persistent Infrared
Next-Generation Overhead Persistent Infrared désigné également par l'acronyme NG-OPIR est un programme spatial américain de détection de lancement des  missiles balistiques intercontinentaux reposant sur une nouvelle génération satellites d'alerte précoce qui doit remplacer progressivement le système SBIRS. Le segment spatial comprend deux types de satellites : trois satellites placés en orbite géostationnaire  et deux satellites circulant en orbite polaire. Il est initialement prévu que le déploiement de cette nouvelle constellation débute en 2025 et s'achève en 2029 et le programme est à son lancement géré par l'Armée de l'Air américaine. Il est depuis repris par la United States Space Force fondé après le lancement du programme.
Cette nouvelle génération de satellites comporte des détecteurs plus précis et un système de diffusion des données amélioré. Par rapport à la génération précédente, ils devraient mieux résister aux attaques de satellites anti-satellites et être moins couteux. Le développement d'initialement cinq, réduit a quatre satellites a été confié en 2020/2021 aux sociétés Grumman Aerospace Systems et  Lockheed Martin Space pour un montant total de 7,8 milliards US$.   

## Historique
En mai 2018, la conception et le développement des satellites circulant en orbite polaire (NG-OPIR-Polar) a été attribué à Grumman Aerospace Systems tandis que celui des satellites placés en orbite géostationnaire (NG-OPIR-GEO) a été confié à  Lockheed Martin Space. Un contrat de 2,4 milliards US$ a été passé avec Northrop en mai 2020 pour le développement de  deux satellites polaires NG-OPIR-Polar. Le premier lancement est alors programmé en 2025. Un contrat de 4,9 milliards US$ a été passé avec Lockheed Martin en janvier 2021 pour le développement de  trois satellites géostationnaires NG-OPIR-GEO. Le premier lancement est alors programmé en 2025. En 2025, seuls deux satellites de chaque version sont prévus.
Il est prévu, dans le futur, la commande d'une deuxième série de satellites de ce type (bloc 1).

## Satellites en orbite polaire NG-OPIR-Polar
Deux satellites NG-OPIR-Polar circulant en orbite polaire ont été commandés. Le premier doit être placé en orbite en 2028 selon les prévisions de 2025. L'énergie est fournie par deux panneaux solaires.

## Satellites en orbite géostationnaire NG-OPIR-GEO
Deux satellites NG-OPIR-GEO circulant en orbite géostationnaire ont été commandés alors que trois étaient envisagés. Le premier doit être placé en orbite en 2026 selon les prévisions de juin 2025. Ces satellites utiliseront une  plateforme dérivée de l'A2100 de Lockheed Martin utilisée sur un grand nombre de satellites de télécommunications géostationnaires. Le satellite comporte deux capteurs infrarouge (un fixe et un à balayage). L'énergie est fournie par deux panneaux solaires.